# Cladura bicornuta
Cladura bicornuta är en tvåvingeart som beskrevs av Alexander 1955. Cladura bicornuta ingår i släktet Cladura och familjen småharkrankar. Inga underarter finns listade i Catalogue of Life.